# Catherine Tasca
Catherine Tasca (ur. 13 grudnia 1941 w Lyonie) – francuska polityk, wiceprzewodnicząca Senatu, była minister w rządzie Lionela Jospina.

## Życiorys
Absolwentka Instytutu Nauk Politycznych w Paryżu i École nationale d’administration.
W swojej karierze zawodowej w latach 70. i 80. pracowała w instytucjach kultury. Była m.in. dyrektorem domu kultury w Grenoble, później także jednym z dyrektorów Théâtre des Amandiers w Nanterre (obok Patrice’a Chéreau).
Działała w Zjednoczonej Partii Socjalistycznej Michela Rocarda i następnie w Partii Socjalistycznej François Mitterranda. W 1986 ten ostatni powołał ją w skład CNCL (Commission nationale de la communication et des libertés), organu administracji publicznej ds. radiofonii i telewizji.
W latach 1988–1991 był ministrem delegowanym ds. komunikacji (przy ministrze kultury) w gabinetach Michela Rocarda. W rządach Édith Cresson i Pierre'a Bérégovoy (1991–1993) pełniła funkcję ministra delegowanego, a następnie sekretarza stanu ds. Frankofonii. Po odejściu z administracji rządowej była doradcą prezesa Canal+. W 1997 uzyskała mandat deputowanej do Zgromadzenia Narodowego XI kadencji.
Z niższej izby parlamentu odeszła w 2000, obejmując 7 marca tego samego roku stanowisko ministra kultury i komunikacji w rządzie Lionela Jospina. Urząd ten sprawowała do 7 maja 2002. W 2004 i w 2011 była wybierana w skład Senatu.